# Parthenodes mesoleucalis
Parthenodes mesoleucalis là một loài bướm đêm trong họ Crambidae.